# Tricholaema
Tricholaema J.Verreaux & E.Verreaux, 1855 è un genere di uccelli della famiglia dei Libiidi.
Questo genere è stato introdotto nel 1855 dai fratelli frances Jules e Édouard Verreaux in seguito alla descrizione della specie tipo Tricholaema hirsuta. Il nome del genere deriva dall'unione delle parole greche thrix ovvero capelli e laimos ovvero gola.

## Tassonomia
Precedentemente questo genere era incluso nei Capitonidae e talvolta nei Ramphastidae. 
Sono note le seguenti specie:
- Tricholaema diademata (Heuglin, 1861) - barbetto fronterossa
- Tricholaema frontata (Cabanis, 1880) - barbetto del miombo
- Tricholaema leucomelas (Boddaert, 1783) - barbetto bianconero
- Tricholaema lacrymosa Cabanis, 1878 - barbetto fianchimacchiati
- Tricholaema melanocephala (Cretzschmar, 1829) - barbetto golanera